# Callie Khouri
Callie Khouri   (San Antonio, 27 de novembre de 1957) és una guionista,  productora i directora cinematogràfica estatunidenca.

## Biografia
De nom real Carolyn Ann Khouri, el seu pare era metge a Louisville, on va conèixer la seva mare. Posteriorment va servir en l'Exèrcit dels Estats Units a Fort Bliss a El Paso, més tard va portar una consulta privada a Paducah, Kentucky. Callie va acabar la seva graduació d'institut allà, després va estudiar arquitectura a la Purdue University però es va anar interessant en el teatre. Després de la Universitat, va estudiar a l'Institut d'Estrasburg a Los Angeles.

## Carrera
Mentre treballava per una empresa que feia anuncis i vídeos de música, va començar a escriure el seu primer guió cinematogràfic, Thelma i Louise. Per a aquell guió, va guanyar l'Oscar al millor guió original el 1992. A la cerimònia dels Oscar, va dir "Aquells de vostès que volien un final feliç a Thelma i Louise : Aquí està". També va escriure Something to Talk About. Va escriure i dirigir Divine Secrets of the Ya-Ya Sisterhood; and Mad Money, una pel·lícula de policies amb Diane Keaton, Reina Latifah, i Katie Holmes de protagonistes.

## Premis
- Oscar al millor guió original 1991 per Thelma i Louise
- Globus d'Or al millor guió 1992 per Thelma i Louise